# Karyu
Karyu (カリュウ?  nacido en Yamaguchi, Japón) es un músico japonés, famoso por haber sido el guitarrista y compositor de D'espairsRay (disueltos). Actualmente está en Angelo, a la que se unió en 2011.

## Inicios
En la educación media Karyu recibió de su padre una guitarra eléctrica y le enseñó cómo se tocaba; ese fue el comienzo de su interés por la música. Estando en el instituto comenzó a buscar gente como compañeros de banda y acabó formando Dieur Mind, aunque duró poco. Tocaban covers de Boøwy, hasta que grabaron su demo "Message". Pero Karyu, que por aquel entonces era conocido como Yoshitaka, temía su disolución. En la última gira de Dieur Mind conoció accidentalmente a Zero y a la que entonces era su banda. Tras cenar juntos, descubrieron que compartían los mismos objetivos. Después descubrió a Le'Viel, la banda de Hizumi y Tsukasa. Karyu quedó tan impresionado por cómo tocaban que consultó a Hizumi para unirse a él, pero este declinó hasta que Le'Viel se hubiesen separado. Karyu finalmente conoció a Tsukasa después de que Hizumi lo propusiese para la banda. Finalmente, Karyu llamó a ZERO, Hizumi y Tsukasa un día para grabar una maqueta, lo que significó el nacimiento de D'espairsRay.

## Después de D'espairsRay: Luv Parade and Angelo
Tras la disolución de D'espairsRay el 15 de junio de 2011, Karyu participó, junto a Zero y Tsukasa, en Luv Parade, una banda de actuaciones en directo, con Taka, el cantante de defspiral.
En agosto de 2011, se anunció que Karyu y Giru, (ex-Vidoll), su reunirían con Kirito, Kohta y Takeo (los tres ex-Pierrot) en Angelo.